# Ingrid Steffenburg-Nordenström
Ingrid Steffenburg-Nordenström, tidigare Steffenburg, född 2 maj 1868 i Norrköpings Sankt Olai församling, Östergötlands län, död 22 juni 1938 i Överjärna församling, Stockholms län, var en svensk målare, grafiker, och kvinnosakskvinna.
Hon var dotter till ingenjören Ivar Steffenburg och Agnés Elsén och från 1897 gift med häradshövdingen Carl Nordenström. Hon studerade vid Konstakademien 1892–1896 och deltog i Axel Tallbergs etsningsskola 1895–1896. Hon medverkade i en samlingsutställning med västmanländsk konst i Västerås 1929. Hennes konst består av stadsmotiv från Stockholm och landskapsskildringar. Hon var ordföranden i Föreningen för kvinnans politiska rösträtt i Västerås från 1919 till 1921.